# Sanoth
Sanoth là một thị trấn thống kê (census town) của quận North West thuộc bang Delhi, Ấn Độ.

## Nhân khẩu
Theo điều tra dân số năm 2001 của Ấn Độ, Sanoth có dân số 2909 người. Phái nam chiếm 53% tổng số dân và phái nữ chiếm 47%. Sanoth có tỷ lệ 72% biết đọc biết viết, cao hơn tỷ lệ trung bình toàn quốc là 59,5%: tỷ lệ cho phái nam là 79%, và tỷ lệ cho phái nữ là 66%. Tại Sanoth, 15% dân số nhỏ hơn 6 tuổi.